# Reservoritis
La  reservoritis o pouchitis es una complicación del tratamiento quirúrgico de la colitis ulcerosa. Algunos pacientes afectos de colitis ulcerosa precisan ser sometidos a una operación que consiste en la extirpación del colon y el recto, tras lo cual el cirujano reconstruye el recto con tejido procedente del intestino delgado para formar un reservorio interno que cumple las mismas funciones que el recto. Este tipo de cirugía se conoce como proctocolectomía con anastomosis ileoanal. El reservorio creado puede sufrir un proceso inflamatorio que recibe el nombre de reservoritis o pouchitis (de pouch quirúrgico).
Se han propuesto diversos mecanismos que la provoquen, pero la causa exacta no está clara.
La incidencia de un primer episodio de pouchitis a 1, 5 y 10 años del postoperatorio es del 15%, 33% y 45%, respectivamente.

## Síntomas
Los síntomas habituales consisten en episodios de diarrea, dolor abdominal, sensación de necesidad frecuente de defecar (tenesmo) e incontinencia fecal.
Los síntomas de la pouchitis incluyen el aumento de la frecuencia de las deposiciones, la urgencia, la incontinencia, las filtraciones nocturnas, los calambres abdominales, las molestias pélvicas y la artralgia.

## Tratamiento
Los tratamientos más utilizados son la administración de antibióticos por vía oral y el uso de probióticos.